# Duel (pel·lícula)
Duel és un telefilm estatunidenc, dirigit per Steven Spielberg, difós per primera vegada sobre la pantalla petita el 1971, i explotat ulteriorment en sales.

## Argument
Duel és una pel·lícula de suspens que posa en escena un representant de comerç, interpretat per Dennis Weaver, la vida del qual és amenaçada per un vehicle pesant. Tota la pel·lícula consisteix en una llarga persecució per les carreteres del desert de Califòrnia. La part de terror de la pel·lícula és pel fet que no es veu mai la cara del xofer del camió (no se li veuen més que els peus quan baixa del camió, i a vegades el braç), i no se sap res de les seves motivacions.

## Comentaris
El camió, un Peterbilt 281 (model 1955-1960) va ser seleccionat i va ser maquillat pel director pel seu revestiment i el seu capot horrible. Nombroses plaques de matrícules són enganxades al davant com a trofeus. El cotxe és un Plymouth model Valiant, la mecànica del qual falla.
Duel forma part de la llarga sèrie de les pel·lícules de cap de setmana (movie of the week-end) de la cadena americana ABC. És doncs una pel·lícula destinada originàriament a la televisió però que, de resultes del seu èxit, va ser ràpidament difosa a les sales de cinema als Estats Units i a Europa.
En alguns moments, el conductor del Peterbilt de 40 tones és vist; però només les cames amb les botes camperes a l'estació; o també l'avantbraç que indica a Mann que li passi davant, i la fi es veu el tauler de control i el seu braç que acciona el fre de socors per a donar una impressió de vista subjectiva.
El títol anuncia des del començament l'analogia amb el gènere del western, i més particularment de l'spaghetti western: el combat es desenvolupa en grans espais que evoquen les extensions desèrtiques d'El bo, el lleig i el dolent (Sergio Leone 1966), però l'interès de Spielberg era de tenir un indret o decoració que fes destacar el vermell (la presa) del Plymouth i el camió com el caçador.
La pel·lícula havia de ser rodada en deu dies però en vista de la qualitat de producció de Steven Spielberg es va allargar a tretze dies, i amb un pressupost de 375.000 dòlars. Per a les escenes en moviment, les càmeres es van fixar sobre un cotxe manllevat de la pel·lícula Bullitt, estrenada tres anys abans.
La pel·lícula va ser coronada pel Gran Premi de la primera edició del Festival internacional de cinema fantàstic d'Avoriaz 1973, i el seu èxit va permetre a Spielberg passar del món de la televisió al del cinema.

## Repartiment
- Dennis Weaver: David Mann
- Carey Loftin: el camioner
- Gene Dynarski: l'home del cafè
- Tim Herbert: Empleat de l'estació de servei
- Charles Seel: Vell home
- Alexander Lockwood: Vell home en cotxe
- Amy Douglass: Vella dona en cotxe
- Shirley O'Hara: Cambrera
- Lucille Benson: Dona a Snakerama
- Dale Van Sickle: Conductor
- Eddie Firestone: l'amo del cafè

## Al voltant de la pel·lícula
- Primera pel·lícula de Steven Spielberg, amb 25 anys. Aquesta pel·lícula era destinada a la televisió, però després de l'èxit de la seva difusió a l'ABC, el novembre de 1971, sortirà a sales.
- El rodatge va tenir lloc al nord-est de Los Angeles en una regió situada entre Santa Clarita i Palmdale. Les carreteres vistes a la pel·lícula són la Highway 5, la Route 14, la Sierra Highway, l'Indian Canyon Road i la Soledad Canyon Road. El garatge d'on David Mann telefona a la seva dona és situat a Acton, Califòrnia. El lloc de l'accident del camió és Soledad Canyon.
- El Chuck's Cafe existeix encara. L'edifici s'ha convertit en un restaurant francès anomenat El Roure i és situat a alguns quilòmetres d'Acton.
- El rodatge, començat el 13 de setembre de 1971, ha durat 13 dies. El treball del muntatge ha acabat a començaments d'octubre.
- Steven Spielberg s'havia fixat en l'excel·lent interpretació de Dennis Weaver a Touch of Evil d'Orson Welles, on feia de guardià del motel. És el que va fer que Spielberg li donés el paper de David Mann.
- Carey Loftin, que fa de conductor del camió (que no es veu mai), era en aquell temps un acròbata ben conegut a Hollywood. Va ser triat per ser un excel·lent conductor. Contractat sobretot per fer persecucions, ha treballat en pel·lícules com Bullitt, Diamants per a l'eternitat i French Connection. Nascut el 1914, es va jubilar el 1990 i va morir el 1997.

## Premis
- Gran Premi al Festival d'Avoriaz 1973